# Hovedvej A10
 Denne artikel bør gennemlæses af en person med fagkendskab for at sikre den faglige korrekthed.

Hovedvej A 10 var en hovedvej i Danmark indtil 1985, hvor systemet blev ændret til primærruter og sekundærruter. A 10 gik fra grænsen ved Kruså til Skagens Gren.
Hovedvej A 10 blev til E 3 (fra 1992 ændret til E 45). Da europavejene ikke blev forsynet med dobbeltnumre, findes der i dag ikke nogen primærrute 10. Efterhånden som strækningen blev udbygget til motorvej, blev den gamle hovedvej omdøbt til sekundærrute 170 fra grænsen til Århus samt 180 fra Århus til Sæby. Mellem Frederikshavn og Skagen blev A 10 dog til primærrute 40.
 Der er for få eller ingen kildehenvisninger i denne artikel, hvilket er et problem. Du kan hjælpe ved at angive troværdige kilder til de påstande, som fremføres i artiklen.

|  | Denne artikel kan blive bedre, hvis der indsættes geografiske koordinater Denne artikel omhandler et emne, som har en geografisk lokation. Du kan hjælpe ved at indsætte koordinater i wikidata. |